# Marc McDermott
Marc McDermott, eg Marcus McDermott, född 24 juli 1881 i Goulburn, New South Wales, Australien, död 5 januari 1929 i Glendale, Kalifornien, var en australisk skådespelare som upptäcktes 1897 av George Rignold, så småningom kom han till USA, där han först började spela på Broadway, och senare kom in vid filmen.

## Filmografi (i urval)
- 1909 – Les Misérables
- 1910 – A Christmas Carol
- 1914 – The Man Who Disappeared
- 1917 – The Sixteenth Wife
- 1924 – Han som får örfilarna
- 1926 – Fresterskan
- 1926 – Åtrå